# 化工站 (北京市)
化工站是一个位于中国北京市朝阳区王四营地区与南磨房地区交界广化大街，属于北京地铁7号线的地铁车站。2014年12月28日随7号线开通一同投入使用。

## 位置
化工站位于东四环外，原北京化工二厂旧址东侧，规划化二东侧路（南北向）地下，呈南北向布置。
本站所在位置原为唐家村，北京化工二厂（原北京化工厂聚氯乙烯工地）1959年建成投产后，周边先后兴建染料厂、玻璃厂等化工企业，成为北京市的化学工业区，但数十年后这些企业因污染、转制等原因逐一停产或外迁，北京化工二厂则于2007年11月关闭搬迁。由于此区域曾长期是重工业区，本站附近土壤均有重金属污染。

## 结构

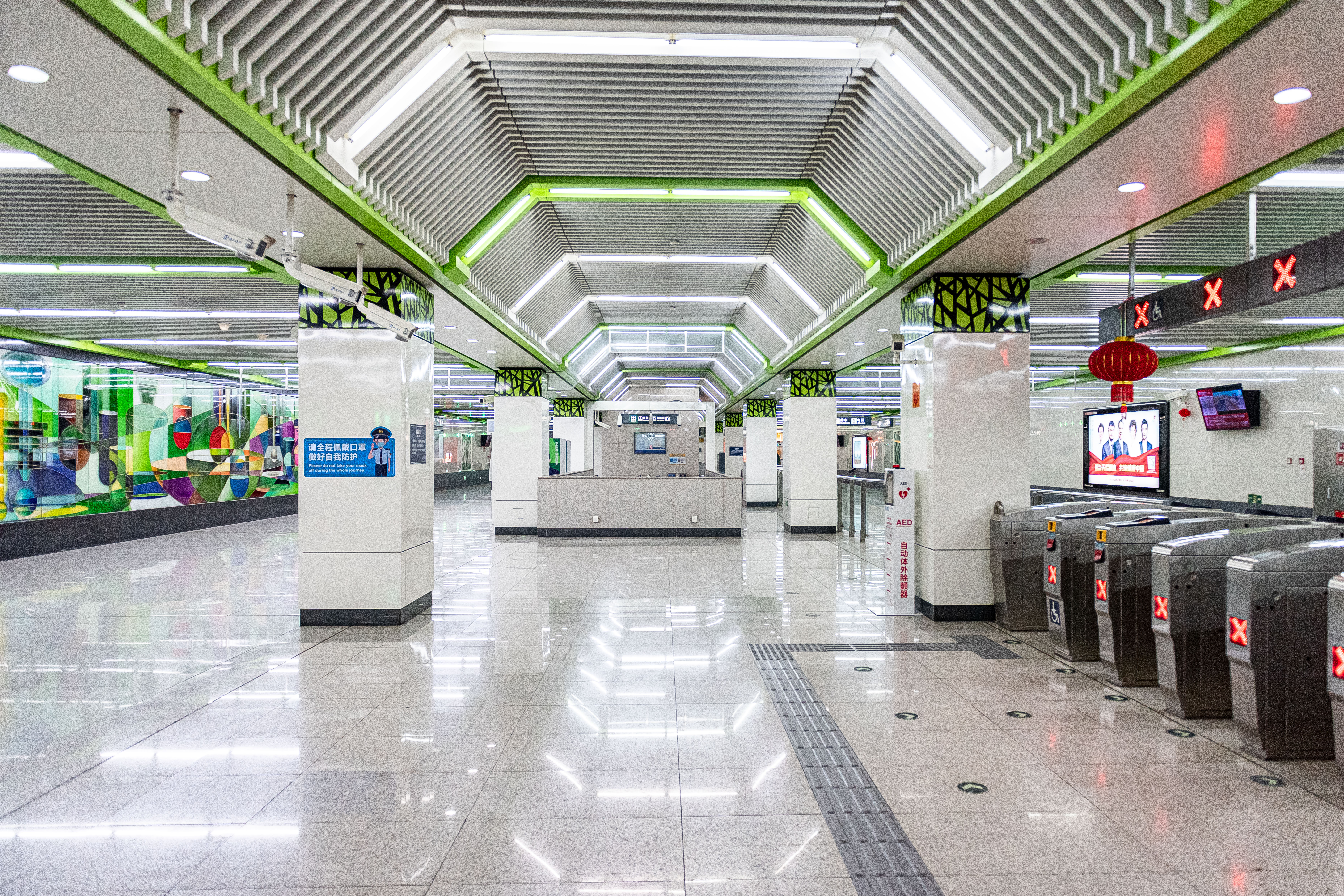
站厅，西侧为艺术墙《物华天彩》

化工站为地下二层车站，岛式站台设计，车站全长298.1米，标准段宽20.9米。南端设有站后双存车线。站房及停车线结构采用明挖法施工。
| 地面层          | 街道                            | A-D出入口                        |
| 地下一层 站厅层 | 站厅                            | 客务中心、自动售票机、进出站闸机 |
| 地下二层 站台层 |                                 | █ 7号线往北京西站（百子湾）      |
| 地下二层 站台层 | 岛式站台，左側開门              |                                  |
| 地下二层 站台层 | █ 7号线往环球度假区（南楼梓庄） |                                  |

## 出入口
|                       |                  |                  |      |            |  |
| 编号                  | 指示             | 建议前往的目的地 | 图片 | 无障碍设施 |  |
| 出口 · A              | 广化大街（西侧） | 广华新城         |      | 不適用     |  |
| 出口 · C              | 广化大街（东侧） | 广渠东路         |      | 不適用     |  |
| 出口 · D · 升降机标志 | 广化大街（西侧） |                  |      |            |  |
| 註： 設有             |                  |                  |      |            |  |